# إدي جونز (لاعب كرة قدم أمريكية)
إدي جونز (بالإنجليزية: Eddie Jones) هو لاعب كرة قدم أمريكية أمريكي، ولد في 11 يناير 1988 في هندرسون في الولايات المتحدة.

## وصلات خارجية
- إدي جونز على موقع مرجع كرة القدم المحترفة.كوم (الإنجليزية)